# James Cagney
James Cagney (New York, 1899. július 17. – Stanford, New York, 1986. március 30.) Oscar-díjas amerikai színész.

## Életpályája
Gyermekként nagyon beteges volt, olyannyira, hogy édesanyja attól félt, hogy meghal mielőtt megkeresztelnék. Később a sok betegeskedést a szegénységnek tulajdonították. 1918-ban érettségizett a Stuyvesant High School-ban. A Columbia Egyetemen tanult, ahol azt tervezte, hogy nagy művész lesz. Édesapja az 1918-as influenzajárványban elhunyt. Emiatt, hogy családját eltartsa, mindenféle munkát elvállalt: dolgozott építészként, fénymásolóként, előadóként, éjszakai portásként. 1919-ben miközben a Wanamaker Áruházban dolgozott, táncolni tanult. Ezt követően táncos lett. 10 évig New York zenés színpadain szerepelt és különböző társulatokkal bejárta az országot. 1930–1935 között a Warner Bros.-hez szerződött. 1931-től játszott filmekben. 1936–1937 között szabadúszó színész volt. 1938–1942 között visszatért a Warner Bros.-hoz. 1942–1944 között a Screen Actors Guild (SAG) elnöke volt. 1942–1948 között ismét független színészként dolgozott. 1949–1955 között harmadik alkalommal dolgozott a Warner Bros.-nál. 1960-ban csillagot kapott a Hollywood Walk of Fame-en. 1961-ben nyugdíjba vonult.

## Munkássága
Az 1930-as évek rendkívül népszerű sztárja volt, aki főleg gengszterfigurák megszemélyesítésével aratott sikert (A közellenség, 1931; A villamosszék felé, 1938). Producerként és rendezőként is dolgozott. Legnagyobb sikerét az 1942-es Yankee Doodle Dandy című filmben aratta, amellyel elnyert az Oscar-díjat is. Az 1950-es években gúnyos, arrogáns, komisz karaktereket játszott. Egyik legemlékezetesebb szerepe a néma korszak nagy színészének, Lon Chaney-nek megszemélyesítése (Az ezerarcú ember; 1957). Utolsó nagy filmje a Billy Wilder által rendezett 1961-es Egy, kettő, három volt.

## Családja
Szülei: James Francis Cagney, Sr. (1875–1918) és Carolyn Elizabeth Nelson (1877–1945) voltak. 1922–1986 között Frances Cagney (1899–1994) volt a felesége. Testvére, William Cagney (1905–1988) amerikai filmproducer és színész. Fia, James Cagney Jr. (1939–1984) amerikai színész volt.

## Halála
Cagney 1986-ban halt meg szívroham következtében. 86 éves volt. Sírja, New York, Hawthorneban, a Gate of Heaven-i nevű temetőben található meg.

## Filmjei
- Bűnösök vakációja (Sinners' Holiday) (1930)
- Más férfi asszonya (Other Men's Women) (1931)
- A közellenség (1931)
- Szőke őrült (Blonde Crazy) (1931)
- Taxi! (1932)
- Zúgó tömegek (The Crowd Roars) (1932)
- A pokol polgármestere (The Mayor of Hell) (1933)
- Rivaldafény parádé (1933)
- Jimmy, az úriember (1934)
- Itt jönnek a tengerészek (Here Comes the Navy) (1934)
- Ördög kutyája a levegőben (Devil Dogs of the Air) (1935)
- A rend katonái (1935)
- Szentivánéji álom (1935)
- Lázadás a Bountyn (1935)
- Frisco Kid (1935)
- Plafon: nulla (Ceiling Zero) (1936)
- A villamosszék felé (1938)
- Mocskos arcú angyalok (1938)
- Az oklahomai kölyök (1939)
- Minden hajnalban meghalok (1939)
- A viharos húszas évek (1939)
- Arany kesztyűk (1940)
- Forró égöv (Torrid Zone) (1940)
- A legyőzőtt város (City for Conquest) (1940)
- A harcoló hatvankilencedik (1940)
- Az eper-szőke (1941)
- A menyasszony utánvéttel jött (1941)
- A felhők kapitánya (Captains of the Clouds) (1942)
- Yankee Doodle Dandy (1942)
- Vér a felkelő Napon (1945)
- Madeleine utca 13. (13 Rue Madeleine) (1947)
- Így múlik el az életünk (1948)
- Fehér izzás/Megszállottság (White Heat) (1949)
- A West Point-történet (The West Point Story) (1950)
- Egy oroszlán az utcákon (A Lion Is in the Streets) (1953)
- Szeress vagy hagyj el (1955)
- Mr. Roberts (1955)
- Váltságdíj (1956)
- Egy milliomos szíve - Ezek a szertelen évek (1956)
- Az ezerarcú ember (1957)
- Szövetség az ördöggel (1959)
- Még apróságot sem lop (1959)
- A dicső órák (1960)
- Egy, kettő, három (1961)
- Arizónai útonálló (1968)
- Tánc, a csodák csodája (1985)
- James Cagney: A világ tetején (1992)

## Díjai
- New York-i filmkritikusok díja (1939, 1942)
- Oscar-díj a legjobb férfi főszereplőnek (1942) Yankee Doodle Dandy

## Emlékezete
- Alakja felbukkan (említés szintjén) Kondor Vilmos magyar író Budapest novemberben című bűnügyi regényében.

## Fordítás
- Ez a szócikk részben vagy egészben  a   James Cagney című angol Wikipédia-szócikk fordításán alapul.  Az eredeti cikk szerkesztőit annak laptörténete sorolja fel. Ez a jelzés csupán a megfogalmazás eredetét és a szerzői jogokat jelzi, nem szolgál a cikkben szereplő információk forrásmegjelöléseként.